# Вейверлі (Міннесота)
Вейверлі (англ. Waverly) — місто (англ. city) в США, в окрузі Райт штату Міннесота. Населення — 1900 осіб (2020).

## Географія
Вейверлі розташоване за координатами 45°3′55″ пн. ш. 93°57′58″ зх. д. / 45.06528° пн. ш. 93.96611° зх. д. (45.065176, -93.966070).  За даними Бюро перепису населення США в 2010 році місто мало площу 6,61 км², з яких 4,37 км² — суходіл та 2,24 км² — водойми.

## Демографія
Згідно з переписом 2010 року, у місті мешкало 1357 осіб у 520 домогосподарствах у складі 357 родин. Густота населення становила 205 осіб/км².  Було 603 помешкання (91/км²).
Расовий склад населення:
| - 97,3 % — білих - 0,8 % — азіатів - 0,5 % — чорних або афроамериканців - 0,4 % — корінних американців |

До двох чи більше рас належало 1,0 %. Частка іспаномовних становила 1,3 % від усіх жителів.
За віковим діапазоном населення розподілялося таким чином: 26,6 % — особи молодші 18 років, 65,2 % — особи у віці 18—64 років, 8,2 % — особи у віці 65 років та старші. Медіана віку мешканця становила 31,6 року. На 100 осіб жіночої статі у місті припадало 116,1 чоловіків;  на 100 жінок у віці від 18 років та старших — 119,9 чоловіків також старших 18 років.
Середній дохід на одне домашнє господарство  становив 82 122 долари США (медіана — 71 372), а середній дохід на одну сім'ю — 96 777 доларів (медіана — 79 886). Медіана доходів становила 54 167 доларів для чоловіків та 44 792 долари для жінок. За межею бідності перебувало 7,1 % осіб, у тому числі 5,6 % дітей у віці до 18 років та 14,9 % осіб у віці 65 років та старших.
Цивільне працевлаштоване населення становило 846 осіб. Основні галузі зайнятості: освіта, охорона здоров'я та соціальна допомога — 20,1 %, виробництво — 18,6 %, науковці, спеціалісти, менеджери — 10,8 %, будівництво — 9,1 %.